# Shopping City Süd

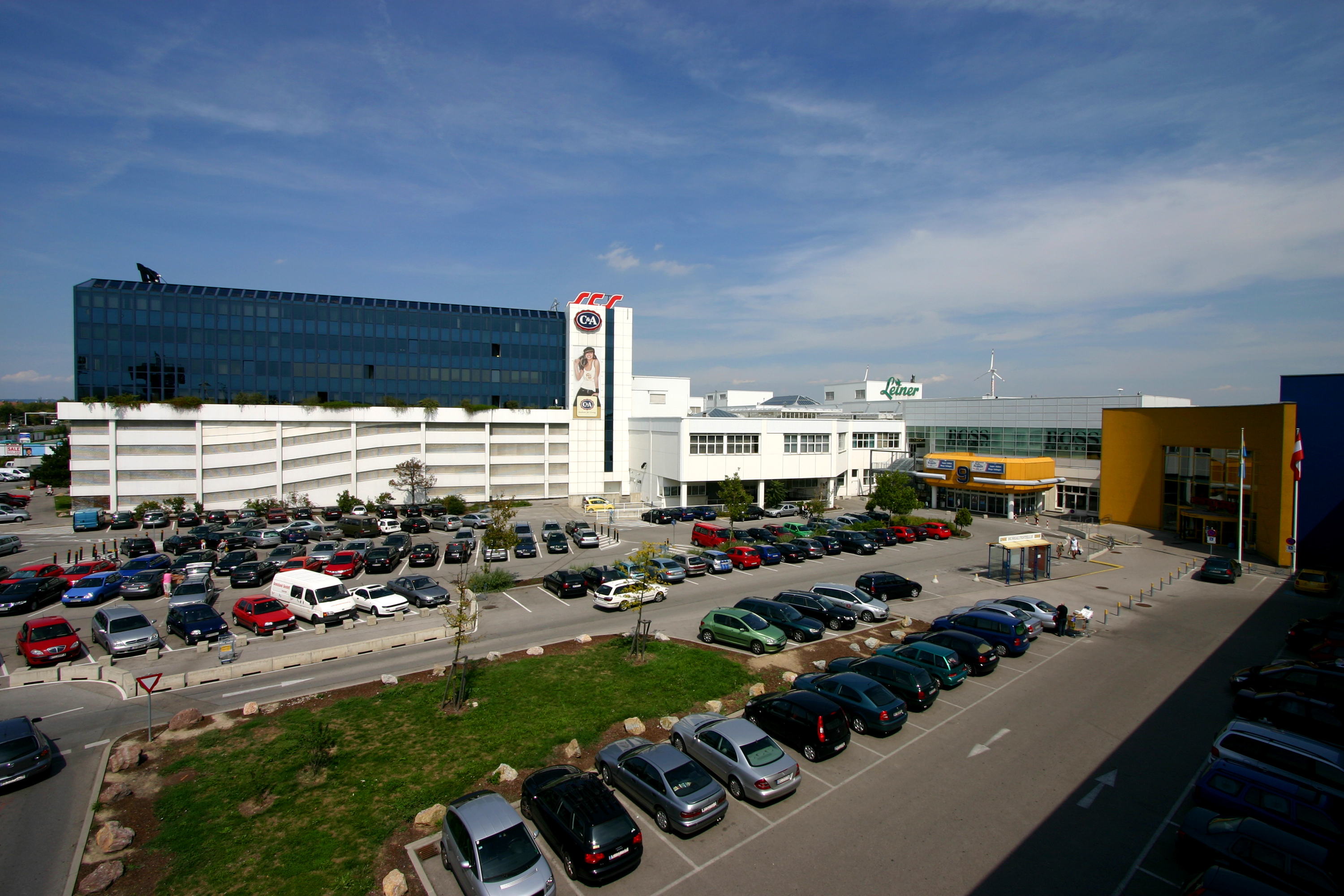
SCS

Shopping City Süd (SCS) – centrum handlowe w Vösendorf, na południe od Wiednia, w Austrii.
Z powierzchni 173 000 metrów kwadratowych jest największym centrum handlowym w Austrii, a także jednym z największych w Europie. Znajduje się tam ponad 330 sklepów i zatrudnia około 4500 pracowników. SCS oferuje 10 000 miejsc parkingowych.  Służy nie tylko klientom z Austrii, ale też z Węgier, Słowenii, Słowacji i Czech.
W grudniu 2007 SCS został sprzedany holenderskiej agencji nieruchomości Unibail-Rodamco za 607 mln euro.